# Samuel Stayman
Samuel Stayman (ur. 28 maja 1909 w Worcester, Massachusetts, zm. 11 grudnia 1983 w Palm Beach) – amerykański brydżysta. Eponim konwencji Staymana (w rzeczywistości wymyślonej przez jego partnera George’a Rapee), twórca konwencji Namyats.

## Wyniki brydżowe

### Olimpiady
Na olimpiadach uzyskał następujące rezultaty:
| Olimpiady brydżowe. Zawody teamów | Olimpiady brydżowe. Zawody teamów | Olimpiady brydżowe. Zawody teamów | Olimpiady brydżowe. Zawody teamów | Olimpiady brydżowe. Zawody teamów | Olimpiady brydżowe. Zawody teamów |
| Rok                               | Miejsce                           | Zawody                            | Kategoria                         | Drużyna                           | Pozycja                           |
| --------------------------------- | --------------------------------- | --------------------------------- | --------------------------------- | --------------------------------- | --------------------------------- |
| 1964                              | Nowy Jork                         | 2. Olimpiada Teamów               | Open                              | USA                               | 2                                 |
| 1960                              | Turyn                             | 1. Olimpiada Teamów               | Open                              | USA 1                             | 3                                 |

### Zawody światowe
W światowych zawodach zdobył następujące lokaty:
| Mistrzostwa Świata. Konkurencja teamów | Mistrzostwa Świata. Konkurencja teamów | Mistrzostwa Świata. Konkurencja teamów | Mistrzostwa Świata. Konkurencja teamów | Mistrzostwa Świata. Konkurencja teamów | Mistrzostwa Świata. Konkurencja teamów |
| Rok                                    | Miejsce                                | Zawody                                 | Kategoria                              | Drużyna                                | Pozycja                                |
| -------------------------------------- | -------------------------------------- | -------------------------------------- | -------------------------------------- | -------------------------------------- | -------------------------------------- |
| 1986                                   | Miami Beach                            | 7. Mistrzostwa Świata                  | Open                                   | Stayman                                | 8                                      |
| 1982                                   | Biarritz                               | 6 Mistrzostwa Świata                   | Open                                   | Stayman                                | 19                                     |
| 1956                                   | Paryż                                  | 6. Mistrzostwa Świata Teamów           | Open                                   | USA                                    | 2                                      |
| 1953                                   | Nowy Jork                              | 3. Mistrzostwa Świata Teamów           | Open                                   | USA                                    | 1                                      |
| 1951                                   | Neapol                                 | 2. Mistrzostwa Świata Teamów           | Open                                   | USA                                    | 1                                      |
| 1950                                   | Southampton                            | 1. Mistrzostwa Świata Teamów           | Open                                   | USA                                    | 1                                      |

## Klasyfikacja
- Samuel Stayman – klasyfikacja WBF (ang.)